# José-Enrique Ríos Alonso
José-Enrique Ríos Alonso (* 13. August 2000 in Stuttgart) ist ein deutsch-spanischer Fußballspieler.

## Karriere

### Verein
Nach seinen Anfängen in der Jugendabteilung des ASV Botnang wechselte er im Sommer 2010 in die Jugendabteilung des VfB Stuttgart. Für seinen Verein bestritt er 37 Spiele in der B-Junioren-Bundesliga und 38 Spiele in der A-Junioren-Bundesliga, bei denen ihm insgesamt neun Tore gelangen. Am Ende der Saison 2018/19 wurde er mit seiner Mannschaft Sieger im DFB-Pokal der Junioren durch einen 2:1-Endspielsieg gegen RB Leipzig. Im Sommer 2018 wurde er in den Kader der zweiten Mannschaft in der Regionalliga Südwest aufgenommen. Nach drei Spielzeiten wechselte er im Sommer 2021 in die Regionalliga West zu Rot-Weiss Essen.
Am Ende der Spielzeit 2021/22 gelang ihm mit seiner Mannschaft der Aufstieg in die 3. Liga. Seinen ersten Profieinsatz hatte er am 27. August 2022, dem 6. Spieltag, als er beim 1:1-Auswärtsunentschieden gegen die SpVgg Bayreuth in der 88. Spielminute für Simon Engelmann eingewechselt wurde.

### Nationalmannschaft
Ríos Alonso durchlief zwischen 2015 und 2019 alle Juniorennationalmannschaften von der U15 bis zur U19 des DFB und kam dabei zu insgesamt 25 Einsätzen.

## Erfolge
VfB Stuttgart
- DFB-Pokal der Junioren-Sieger: 2019

Rot-Weiss Essen
- Meister der Regionalliga West und Aufstieg in die 3. Liga: 2021/22